# Hercule contre les vampires
Pour les articles homonymes, voir Hercule (homonymie).
Pour plus de détails, voir Fiche technique et Distribution.
Hercule contre les vampires (titre original : Ercole al centro della terra) est un péplum fantastique ouest-germano-italien réalisé par Mario Bava et Francesco Prosperi, sorti en 1961.

## Synopsis
Hercule, en compagnie de Thésée et du maladroit Télémaque (rien à voir avec le personnage mythologique du même nom), pénètre dans les Enfers pour tenter de récupérer une pierre aux pouvoirs miraculeux et sauver sa bien-aimée Déjanire, en danger d'être manipulée par le maléfique Lycos. Arrivés dans les ténèbres de ce lieu, les quatre devront affronter d'innombrables dangers. De retour chez lui, le héros devra faire face à une étrange malédiction et à d'infâmes complots pour la succession au trône d'Ecalia.

## Fiche technique
- Titre français : Hercule contre les vampires ou Hercule et le roi des ténèbres[1]
- Titre original : Ercole al centro della terra[2]
- Titre allemand : Vampire gegen Herakles[3]
- Réalisation : Mario Bava et Francesco Prosperi (sous le nom de « Franco Prosperi »)
- Scénario : Mario Bava, Sandro Continenza, Francesco Prosperi et Duccio Tessari
- Production : Achille Piazzi
- Société de production : SpA Cinematografica, Omnia Deutsche Film Export
- Musique : Armando Trovaioli
- Photographie : Mario Bava
- Montage : Mario Serandrei
- Décors : Franco Lolli
- Costumes : Mario Giorsi
- Pays d'origine :  Italie -  Allemagne de l'Ouest[1]
- Format : Couleurs - 2,35:1 - Mono - 35 mm
- Genre : Péplum fantastique
- Durée : 81 minutes
- Dates de sortie : 
  - Italie : 16 novembre 1961
  - Allemagne de l'Ouest : 27 avril 1962
  - France : 9 mai 1962[1]

## Distribution
- Reg Park (VF : René Arrieu) : Héraclès (Hercule)
- Christopher Lee (VF : Jean-Roger Caussimon) : le roi Lico
- Leonora Ruffo (VF : Jany Clair) : la princesse Déjanire
- Giorgio Ardisson (VF : Daniel Crouet) : Thesus
- Marisa Belli (VF : Sylvie Deniau) : Aretusa
- Ida Galli : Perséphone
- Franco Giacobini (VF : Jacques Dynam) : Télémaque
- Mino Doro (VF : Henri Nassiet) : Keros
- Rosalba Neri (VF : Martine Sarcey) : Hélène
- Ely Drago : Jocaste
- Gaia Germani (VF : Sylvie Deniau) : Médée
- Aldo Podinotti (VF : Pierre Garin) : Sunis
- Grazia Collodi : Électre

## Analyse
Comme à son habitude, le réalisateur Mario Bava, fort de son expérience en tant que directeur de la photographie, s'accommode d'un budget assez modeste en faisant appel à son ingéniosité visuelle : éclairage bariolé, savant clair-obscur et trompe-l'œil en tout genre abondent pour créer cet univers souterrain et macabre, peuplé de créatures étranges.
S'il ne semble faire aucun doute que le personnage de Lico appartient bien au monde des morts et du surnaturel, à aucun moment du film en revanche, il n'apparaît flagrant qu'il s'agisse véritablement d'un vampire. Sans doute la présence du comédien Christopher Lee, à la récente notoriété due à son personnage dans Le Cauchemar de Dracula (1958), inspira-t-elle les opportunistes traductions du titre (notamment la française), laissant croire à l'hypothétique intervention de suceurs de sang. 
Le film n'en capitalise pas moins sur la sinistre aura de l'acteur anglais, laissant planer un doute tenace sur la nature véritable de son rôle, et jouant, dans ce péplum fantastique plus encore que dans les autres, la carte de la magie et du morbide. En effet, bien que Christopher Lee se soit toujours défendu d'avoir joué ici une version antique de Dracula, son personnage de Lico cumule les similitudes avec le vampire transylvanien : une aspiration morbide à un règne éternel, la rôle primordial du sang dans son accession à l'éternité, sa peur de la pierre de vie remplaçant celle du crucifix et sa prédilection marquée pour les ténèbres et les morts-vivants.
Si la courte carrière du culturiste britannique Reg Park, futur mentor d'Arnold Schwarzenegger, ne marqua pas les esprits à long terme, elle n'en restera pas moins mémorable pour avoir regroupé cinq des titres les plus originaux du genre, dont celui-ci.

## Postérité
Ce film est à l'origine d'un sous-genre éphémère de films tentant de combiner le genre du péplum avec des éléments d'épouvante. Parmi les films considérés comme appartenant à ce sous-genre, citons Maciste en enfer (1962) de Riccardo Freda et Maciste contre le fantôme (1961) de Sergio Corbucci et Giacomo Gentilomo.
L'Opera Theater Oregon a commandé au compositeur Patrick Morganelli une œuvre accompagnant le film, Hercules vs. Vampires, dont la première a eu lieu à Portland en 2010[11]. En avril 2015, l'œuvre a été mise en scène par l'Opéra de Los Angeles.